# Показове заняття
Показо́ве заня́ття — форма підготовки особового складу, яка використовувалася в СРСР з метою показати зразкову організацію і методику проведення занять або результат, якого повинні були досягнути командири під час підготовки особового складу та підрозділів. 
Досі практикується в сучасній Росії. Зокрема, на базі військового комісаріату Новосибірської області неодноразово проводилися показові заняття для керівного складу військ і військових комісаріатів різних суб'єктів Сибірського федерального округу.
Під час показового заняття тим, хто навчається, показуються найефективніші методи організації і проведення занять (навчань) та використання об'єктів навчальної матеріально-технічної бази; показу тим, хто навчається, результату, якого необхідно досягти після виконання програм підготовки.